# Cormolain
Cormolain ist eine französische Gemeinde im Département Calvados in der Region Normandie mit 391 Einwohnern (Stand: 1. Januar 2022). Cormolain gehört zum Arrondissement Bayeux und zum Kanton Trévières. Die Einwohner werden Cormolinais genannt.

## Geografie
Cormolain liegt etwa 27 Kilometer südwestlich von Bayeux am Drôme. Umgeben wird Cormolain von den Nachbargemeinden La Bazoque im Norden, Planquery im Norden und Nordosten, Sallen im Süden und Osten sowie Saint-Germain-d’Elle im Westen.

## Bevölkerungsentwicklung
| 1962                      | 1968 | 1975 | 1982 | 1990 | 1999 | 2006 | 2013 |
| ------------------------- | ---- | ---- | ---- | ---- | ---- | ---- | ---- |
| 560                       | 544  | 436  | 451  | 397  | 356  | 394  | 399  |
| Quelle: Cassini und INSEE |      |      |      |      |      |      |      |

## Sehenswürdigkeiten
- Kirche Saint-André aus dem 15. Jahrhundert, Monument historique seit 1927

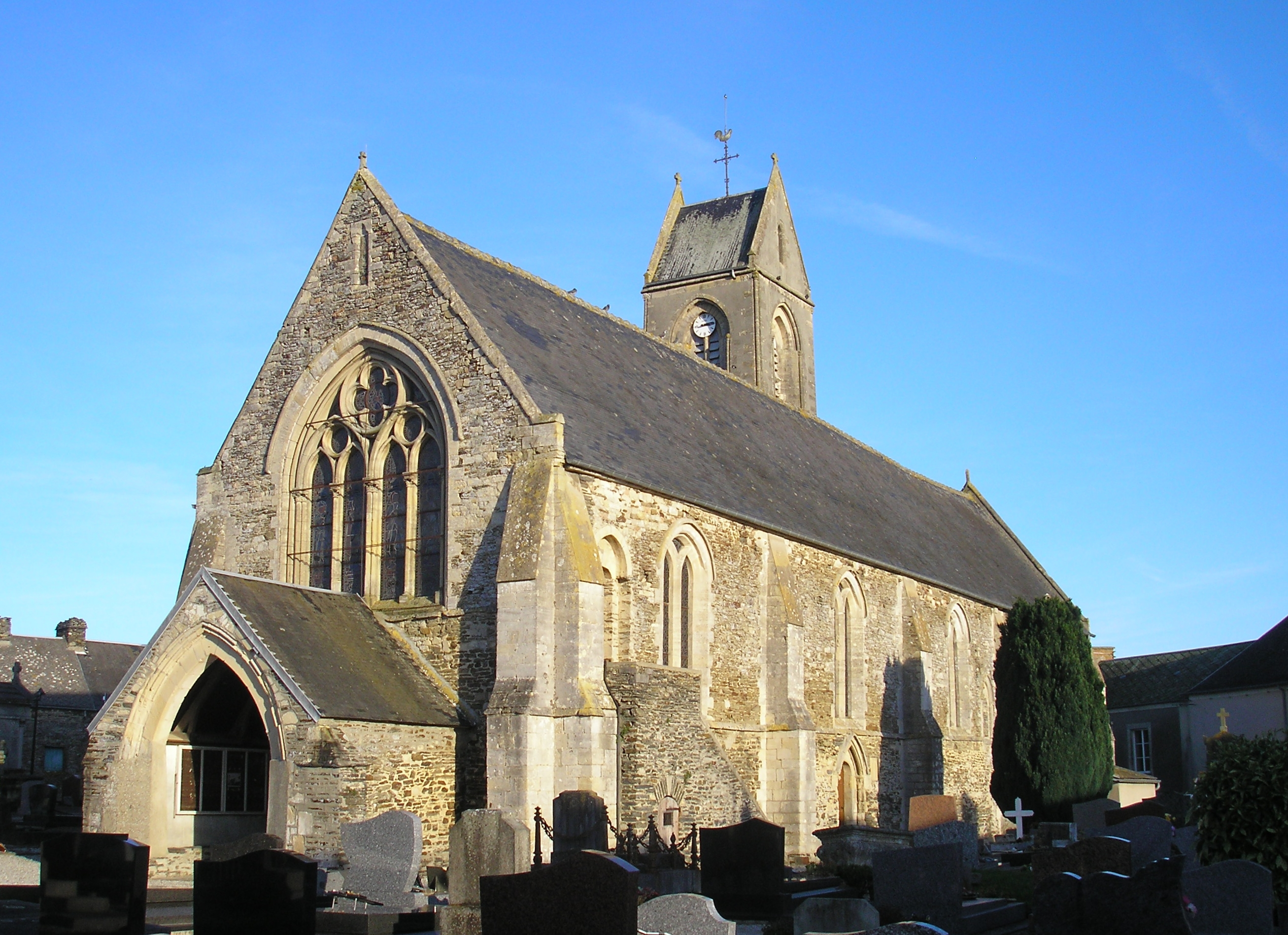
Kirche Saint-André

## Gemeindepartnerschaften
Mit der britischen Gemeinde Burrington in Devon (England) besteht seit 1978 eine Partnerschaft.